# Dominik Brunnhübner
Dominik Brunnhübner (* 29. August 1990 in Neuendettelsau) ist ein deutscher Fußballtorhüter.

## Karriere
Brunnhübner begann seine Karriere im Erwachsenenbereich beim 1. FC Nürnberg, für den er bis ins Jahr 2009 in der Jugend aktiv gewesen war. Nach zwei Spielzeiten bei der zweiten Mannschaft des 1. FCN wechselte er zum SV Seligenporten, für den er bis Sommer 2015 über 100 Spiele in der Fußball-Regionalliga Bayern absolvierte. In der Folge wechselte er zum fränkischen Drittligaaufsteiger Würzburger Kickers, bei dem er zunächst zweiter Torhüter hinter dem erfahrenen Robert Wulnikowski war. In Vertretung für den verletzten Wulnikowski kam er am ersten und zweiten Spieltag der Saison 2015/16 zu zwei Einsätzen in der dritten Liga sowie einem Einsatz im DFB-Pokal. Zudem bestritt er die Partien des Vereins im bayerischen Landespokal und gewann diesen mit der Mannschaft 2016. Nach dem Aufstieg der Würzburger in die 2. Bundesliga war Brunnhübner in der Saison 2016/17 nur noch dritter Torhüter hinter Wulnikowski und dem neu verpflichteten Jörg Siebenhandl. In der Endphase der Saison saß er ab April 2017 bei den restlichen neun Zweitligaspielen auf der Ersatzbank, ohne zum Einsatz zu kommen. Anschließend verließ Brunnhübner den Verein im Sommer 2017 und wandte sich dem Amateursport zu. Dort schloss er sich dem Bezirksligisten SC Großschwarzenlohe an, mit dem er am Saisonende in die Landesliga aufstieg. 2019 wechselte er zum Ligakonkurrenten SC Schwabach.